# Spakka-Neapolis 55
 (juillet 2016).
Spakka-Neapolis 55 (anciennement Spaccanapoli) est un groupe musical italien, originaire de Naples.

## Histoire
Le groupe est formé en 1999 par la chanteuse Monica Pinto et le violoniste Antonio Fraioli. Plusieurs musiciens se succèdent à leurs côtés depuis la création du groupe en 2000. Ernesto Nobili (guitare, bouzouki), Giacomo Pedicini (basse), et Francesco Manna (percussions) se sont joints à eux pour former le groupe actuel.
En 2003, le groupe remporte le prix Miroir des musiques et traditions du monde au Festival d'été de Québec. Le groupe choisit de changer de nom en 2004. Spaccanapoli est devenu Spakka-Neaoplis 55. Neapolis (« ville nouvelle ») est le nom d'origine de Naples et 55 symbolise la musique dans la culture Napolitaine. Spakka-Neaoplis 55 est une scission du Gruppo Operio E'ZEZI, un groupe d'ouvriers de l'industrie automobile fondé en 1974 dont le but est de perpétuer les traditions artistiques et de protester contre le bouleversement social, économique et culturel de la région de Naples.
En 2011, le groupe chante Vesuvio dans le film Passione de John Turturro, un documentaire sur la musique de Naples. La chanson a reçu d'excellentes critiques. En 2013, ils jouent un concert gratuit au Liberty Galleria Principe di Napoli. En 2015, ils jouent au Porto Petraio

## Style musical
Selon Dernières Nouvelles d'Alsace, leur style musical « invite progressivement à l'emphase et à la libération de l'âme et du corps[source insuffisante]. »

## Discographie
- 2000 : Lost Souls (Aneme Perze) (Virgin Records)
- 2009 : Janus (Ass.Cult. Spakka-Neapolis 55)